# Albert Turull i Rubinat
Albert Turull i Rubinat (Cervera, 16 de març de 1963) és un filòleg català i professor de la Universitat de Lleida. És especialista en qüestions de planificació i política lingüístiques, lexicologia i onomàstica, i també, entre d'altres, de dialectologia, sociolingüística i història de la llengua. Forma part de la junta directiva de la Societat d'Onomàstica des del 1997, de la qual ha estat vicepresident (2010-2013) i secretari general (2013-2016).
Entre el juny de 2003 i el desembre de 2005, col·laborà en la revista mensual de divulgació històrica Sàpiens amb la secció fixa «Els secrets de les paraules», que va reprendre entre el febrer de 2010 i el gener de 2018 amb «L'origen de les paraules». Des del desembre de 2017 és membre de la Secció Filològica de l'Institut d'Estudis Catalans.

## Obra publicada
- La Universitat de Lleida: Recerca en filologia catalana al Pirineu (amb Jordi Suïls). Reunió ordinària de la Secció Filològica de l'Institut d'Estudis Catalans a Benavarri (14 i 15 de novembre de 2008). 2013, p. 39-58.
- La toponímia de les comarques de Ponent: Un assaig d'interpretació tipològica. Barcelona: Institut d'Estudis Catalans, 2007.
- Diversitat i política lingüística en un món global (amb Miquel Pueyo). Barcelona: UOC: Pòrtic, 2003.
- Sistematicitat i historicitat en la toponímia de les comarques de Ponent. Lleida, 2001.
- Quaderns d'assessorament terminològic: Esports. Lleida: Edicions de la Universitat de Lleida, 1995.
- Introducció a l'onomàstica. Toponímia i antroponímia catalana i general. Lleida: 1991.
- Els topònims de la Segarra: nuclis de poblament, diccionari geogràfic i etimològic. Cervera: Centre Municipal de Cultura, 1991